# Iridopsis abjectaria
Iridopsis abjectaria là một loài bướm đêm trong họ Geometridae.